# 7838 Feliceierman
7838 Feliceierman è un asteroide della fascia principale. Scoperto nel 1993, presenta un'orbita caratterizzata da un semiasse maggiore pari a 3,1426399 UA e da un'eccentricità di 0,0665389, inclinata di 21,12105° rispetto all'eclittica.